# Jean-Jacques Olier
Jean-Jacques Olier, S.S. (20. září 1608 Paříž – 2. dubna 1657 tamtéž) byl francouzský římskokatolický duchovní a zakladatel Společenství kněží svatého Sulpicia.

## Život
Narodil se 20. září 1608 v Paříži, ale vyrůstal v Lyonu, kde byl jeho otec soudcem. Vzdělání získal na jezuitské koleji. Setkal se se svatým Františkem Saleským, který ho povzbudil na cestě ke kněžství a předpověděl mu jeho velkou službu v církvi.
Studoval filosofii na Koleji Harcourt v Paříži, scholastiku a patristiku na Koleji Sorbonna. Jako student měl velké ambice. Žil tehdy ve velkolepém stylu, měl dva kočáry a mnoho služebnictva. Jeho úspěch v obhajobě prací v latině a řečtině ho příměl k tomu, že se vydal do Říma, aby se naučil hebrejsky a získal tak větší uznání tím, že by mohl své práce v tomto jazyce obhajovat na Sorbonně. Když mu začal slábnout zrak, vydal se na pouť do svatyně Svaté chýše v italském Loretu. Podle jeho životopisu se zde uzdravil a duchovně obrátil. Chvíli uvažoval o vstupu do kartuziánského řádu, ale po zprávě o smrti svého otce v roce 1631 se vrátil do Paříže.
Po návratu do hlavního města odmítl kaplanství u královského dvora. Místo toho shromažďoval chudé na ulicích a poučoval je o katolické víře. Pod vedením Vincenc de Paul pomáhal misionářům, zatímco se sám připravoval na kněžské svěcení. Vysvěcen na kněze byl 21. května 1633.
Jako žák Vincence de Paul a otce Charlese de Condren se účastnil jejich misií. Condren kladl důraz na zakládání seminářů podle vzoru protireformace, který nařídil Tridentský koncil. Pokusy o uskutečnění plánů koncilu ve Francii selhaly, proto Condren shromáždil kolem sebe mladé kněze, mezi nimi i Oliera a prováděli misie, které se zaměřovaly na náboženské potřeby země.

### Farnost svatého Sulpicia
První pokus o založení semináře v Chartres selhal. Dne 29. prosince 1641 Olier a dva další, Abbés de Foix a du Ferrier, založili malou komunitu ve Vaugirardu, tehdejší předměstské vesnici poblíž Paříže. Brzy se k nim přidali další a zanedlouho bylo osm seminaristů, kteří se spolu s kněžími řídili stejným životním stylem. Farář z Vaugirardu využil přítomnosti kněží ve své farnosti k delší dovolené, během níž reformovali jeho farnost. Zprávy o této reformě zapůsobily na pařížského faráře kostela svatého Sulpicia a ten pozval Oliera, aby převzal jeho farnost. Farnosti se ujal v srpnu 1641. Jeho cílem bylo reformovat farnost, založit seminář a pokřesťanštit Sorbonnu. Farnost pokrývala celé předměstí Saint-Germain-des-Prés a její populace byla tak početná a rozmanitá jako populace velkého města. Obecně byla popisována jako největší a nejmódnější farnost ve městě. Olier zde školil své kněze v komunitním životě.
Zvláštní pozornost věnoval chudým, nevzdělaným a těm, kteří nežili v manželství. Bylo zřízeno třináct katechetických center pro vzdělávání nejen dětí, ale i mnoha dospělých. Mnoho kalvinistů konvertovalo ke katolické víře. Byla vedena kampaň proti nemorální, kacířské literatuře a obscénním obrázkům. Ve farním kostele bylo otevřeno knihkupectví, které dodávalo kvalitním literaturu.

### Společenství kněží svatého Sulpicia
Roku 1645 založil Společenství sv. Sulpicia, které po celé Francii zakládalo semináře, jež se proslavily svým morálním i akademickým učením.
Během období Frondy podporoval stovky rodin a mnoha z nich poskytoval oblečení a přístřeší. Nikomu nebyla odmítnuta pomoc.
Ve farnosti občas sloužilo 80 kněží, z nichž nejvýznamnějším byl pozdější arcibiskup François Fénelon. To byl jeden z nejlepších výsledků Olierovy práce, protože vyslala vyškolené, osvícené a horlivé kněze do všech částí Francie a později i za hranice.
Chlapci – sirotci , kterých bylo během války velmi mnoho, byli umístěni do farností a pro dívky – sirotky byl zřízen azylový dům. Jeden domov byl otevřen jako útočiště a polepšení pro mnoha žen zachráněných před prostitucí. Založil řadu bezplatných škol pro chudé dívky a pracoval také na reformě učitelství v chlapeckých školách, avšak ne s velkým úspěchem. Vnímal, že reformy chlapeckých škol lze dosáhnout pouze prostřednictvím náboženské komunity, k čemuž ve skutečnosti došlo až po jeho smrti díky dílu Jeana-Baptiste de la Salle, bývalého žáka školy svatého Sulpicia.
Chudým byla poskytována bezplatná právní pomoc. Shromáždil také pod jednou střechou řeholnice z mnoha různých komunit a řádů, které byly vyhnány ze svých klášterů na venkově a uprchly do Paříže za útočištěm. Obrátil na víru mnoho šlechtických rodin. Pracoval na překonání běžné představy, že křesťanská dokonalost je určena pouze kněžím a řeholníkům, a inspiroval mnoho lidí k praktikám zbožného života.

### Pozdější život
V únoru roku 1652 utrpěl cévní mozkovou příhodu. Svěřil svou pastoraci do rukou abbého de Bretonvilliers. Na příkaz lékařů navštívil různé evropské lázně. Po návratu do Paříže se znovu projevila jeho stará energie a nadšení, zejména v boji proti jansenismu. Druhá příhoda v září 1653 ho zcela paralyzovala.
Byl plodným literárním autorem. Kromě dopisů, které odhalují jeho silné stránky jako duchovního vůdce, napsal čtyři knihy pro své farníky: La journee chretienne (1655), a Catechisme chretien (1656), L'Introduction a la vie et aux vertus chretiennes (1657), and L'Explication des ceremonies de la grande messe de paroisse (1657). Tyto knihy, napsané v letech bezprostředně před jeho smrtí, jsou o to pozoruhodnější, že Olier byl v té době částečně ochrnutý.
Poslední roky života byly plné intenzivního utrpení, fyzického i duševního. Zemřel 2. dubna 1657. Pohřben byl v kostele svatého Sulpicia, ale během Velké francouzské revoluce se jeho ostatky ztratily. Zachovalo se jeho srdce, které je uloženo v semináři v Issy-les-Moulineaux.

## Proces svatořečení
Proces byl zahájen mezi lety 1865 a 1867 v pařížské arcidiecézi a arcidiecézi Montréal, ale zanedlouho byl přerušen.